# Elbert Halvor Ahlstrom
Elbert Halvor Ahlstrom (15 de febrer de 1910, Filadèlfia - 21 d'agost de 1979, Nova Orleans) va ser un professor, ictiòleg, zoòleg, botànic, i algóleg nord-americà.
Com a biòleg ictiòleg, i científic sènior, va estar per més de 40 anys en el Servei Nacional de Pesca, treballant abans en el Servei de Pesca i Vida Silvestre i l'Oficina de Pesca Comercial. Va tenir un paper decisiu en el desenvolupament d'un mitjà per avaluar les poblacions de peixos marins per mostreig sistemàtic d'ous i larves de peixos.

## Obra
- 2013. A Quantitative Study of Rotatòria in Terwilliger's Pond, Put-In-Bay. Ohio: Ohio Biol. Survey V1 (1), Bull. 30. Ed. Literary Licensing, LLC, 38 pàg. ISBN  1258572079, ISBN  9781258572075
- 1984. Ontogeny and Systematics of Fishes: Based on an Internat. Simposi dedicat a la memòria d'Elbert Halvor Ahlstrom : 15-18 d'agost 1983, La Jolla, Qualif. Vol. 1 de Special publ. / Am. Soc. of Ichthyologists and Herpetologists, Herpetologists. Ed. H. G. Moser i Univ. of Kansas, 760 pàg.
- 1959. Sardine Eggs and Larvae and Other Fish Larvae. Vol. 328 de US Fish and Wildlife Service; special scientific report, fisheries, 99 pàg.
- 1958. High-speed Plankton Sampler. Fishery Bull. Amb J.D. Isaacs. Ed. O.S. Gov. Printing Office, 28 pàg.
- 1934. The Algal Genus Scenedesmus. Ed. Ohio State Univ. 182 pàg.
- 1933. Plankton Algae of Lake Michigan. Ed. Ohio State Univ. 50 pàg.

## Abreviatura
L'abreviatura  Ahlstrom es fa servir per indicar  Elbert Halvor Ahlstrom com autoritat en la descripció i taxonomia dins la zoologia.